# Sonderlager „Feste Goeben“
Das Sonderlager „Feste Goeben“ (auch SS-Sonderlager „Feste Goeben“) in Metz war während der deutschen Besetzung Frankreichs ein deutsches Verhör- und Haftlager, in dem vor allem französische Widerstandskämpfer inhaftiert wurden. Es bestand von Oktober 1943 bis August 1944 und war formell dem Befehlshaber der Sicherheitspolizei und des SD (BdS) in Lothringen Anton Dunckern unterstellt. Zuständig, auch für die Verhöre, war in erster Linie der Metzer Gestapo-Chef Hans-Georg Schmidt. Der von Schmidt eingesetzte Lagerverwalter Georg Hempen praktizierte eine brutale Behandlung der Gefangenen, die nach dem Krieg Gegenstand verschiedener Gerichtsverfahren wurde.

## Gründungsgeschichte
Zu Beginn des Zweiten Weltkriegs diente das Fort Goeben (auch: Fort de Queuleu) als Kaserne für französische Soldaten. Nach der Niederlage Frankreichs im Westfeldzug wurde die Festung dann 1940 kurzzeitig von der deutschen Wehrmacht als Internierungslager für Kriegsgefangene (Stalag) genutzt.
Nach dem Einmarsch der Wehrmacht am 17. Juni 1940 in Metz wurde unter dem neuen Chef der Zivilverwaltung in Lothringen, Gauleiter Josef Bürckel, eine rücksichtslose deutsche Volkstumspolitik im nationalsozialistischen Sinne betrieben. Nachdem in den ersten beiden Besatzungsjahren ungefähr 60.000 Menschen in Lothringen ihre Heimat verlassen mussten, nahmen 1943 Widerstandsaktivitäten massiv zu, so dass die Kapazitäten in den vorhandenen Metzer Gefängnissen nicht mehr ausreichten. Damit rückte das Fort Goeben ins Blickfeld der Besatzer.
Zunächst entstand im März 1943 im Fort ein Außenlager des Konzentrationslagers Natzweiler-Struthof. Etwa 100 Gefangene, vor allem gewöhnliche Deutsche und Polen wurden hier von der SS bewacht und wurden zum Teil bei Arbeiten auf dem Flugplatz Metz-Frescaty eingesetzt. Das Außenlager blieb bis September 1944 in Betrieb.
Im Oktober 1943 wurde auf Wunsch des BdS Dunckern in Absprache mit Bürckel das Sonderlager Feste Goeben in der Kaserne II/Casemate A eingerichtet. Das Lager war für 1.500 bis 1.800 Gefangene (Frauen und Männer) ausgelegt, die hier verhört und interniert wurden, bevor sie in Konzentrationslager, das Sicherungslager Schirmeck-Vorbruck oder in Gefängnisse geschickt wurden.

## Lagerorganisation
Organisatorisch war das Lager der Staatspolizeistelle Metz zugeordnet. Faktisch kümmerten sich drei Personen der deutschen Besatzungsmacht um das Lager: Neben BdS Anton Dunckern der Metzer Gestapochef Hans-Georg Schmidt und der von Schmidt als „Verwalter“ des Lagers eingesetzte SS-Unteroffizier Georg Hempen. Schmidt gewährte Hempen als Lagerverwalter vor Ort weitgehende Entscheidungsfreiheiten und untersagte den Mitarbeitern seiner Dienststelle, in dessen Art und Weise der Leitung vor Ort hineinzureden. Er wurde von den Häftlingen als Lagerkommandant wahrgenommen und in der Literatur gelegentlich auch als solcher bezeichnet.
Die Bewachung des Lagers übernahmen Angehörige der Waffen-SS. Die Lagerwache umfasste zunächst 15, später 32 Mann. Da die im Lager polizeilich Tätigen der SS angehörten und auch die Wachmannschaften aus der Waffen-SS stammten, wurde nach dem Krieg von ehemaligen Häftlingen und auch der französischen Erinnerungsliteratur stets vom „SS-Sonderlager“ gesprochen. Formal aber stellte das Lager kein „SS-Sonderlager“ gemäß der NS-Nomenklatur dar, sondern ein Sonderlager der Sicherheitspolizei. Es unterstand nicht, wie etwa das SS-Sonderlager Hinzert, der Inspektion der Konzentrationslager beziehungsweise dem SS-Wirtschafts- und Verwaltungshauptamt.

## Häftlinge und Haftbedingungen
Die ersten Häftlinge wurden am 12. Oktober 1943 in das Lager eingeliefert. Sie wurden schon vor dem 30. August verhaftet, von der Gestapo mit brutalen Methoden verhört und vom Metzer Gestapo-Gefängnis im Gebäude des Priesterseminars in die „Feste Goeben“ überführt. Bei ihrer Einlieferung verband man ihnen die Augen und legte ihnen Fußfesseln an. Für ihre Ermittlungen gegen Widerständige, die inhaftiert wurden, hatte die Gestapo sogenannte schwarze Listen genutzt, die von Unternehmen der Eisen- und Montanindustrie während der Volksfrontzeit in Frankreich angelegt worden waren. Darauf war notiert, wer vor dem Krieg radikalen gewerkschaftlichen, antifaschistischen oder pazifistischen Strömungen angehört hatte. Dies half der Gestapo herauszufinden, welche Lothringer Gegner der NS-Bewegung aus dem Saargebiet oder der Pfalz Hilfe geleistet hatten, die nach der Volksabstimmung an der Saar 1935 in Frankreich Zuflucht gesucht hatten. Bis zur Auflösung des Lagers im August 1944 waren dort zwischen 1500 und 1800 NS-Gegner eingesperrt worden. Die meisten der Inhaftierten waren Gegner der Eindeutschung des Moseldepartements, vor allem Kommunisten, Gewerkschafter und Pazifisten. Der Anteil der Frauen lag bei knapp 20 Prozent. Sie wurden zunächst gemeinsam mit Männern in einer Zelle untergebracht, ab dem Frühjahr 1944 in zwei eigenen Zellen für Frauen.
Entlang eines Ganges der als Lager genutzten Kasematte waren zehn Räume notdürftig als Gemeinschaftszellen eingerichtet. Ihre Maße betrugen 14,30 m Länge, 6,10 m Breite und 3,75 m Höhe. Insgesamt waren in diesen zehn Zellen 450 bis 500 Männer und 80 bis 100 Frauen untergebracht. Dazu gab es 18 Einzelzellen mit je 2 m Länge, 1,40 m Breite und 3 m Höhe, in denen führende Personen des Widerstands isoliert untergebracht waren, so etwa der französische Widerstandskämpfer Jean Burger und sein Bruder Leon Burger. Jean Burger war Chef der Widerstandsgruppe Mario, die den kommunistischen Widerstand in der Moselregion organisierte. Auch in den Gemeinschaftszellen herrschte weitgehendes Redeverbot, wenn unumgänglich, hatten die Gefangenen statt ihren Namen ihre Häftlingsnummern zu nennen. Sie wurden häufig an Händen und Füßen gefesselt und mussten mit durchgedrücktem Kreuz und zusammengepressten Knien sitzen.
Solange die Vernehmungen im Vorraum des Lagerkommandanten nicht abgeschlossen waren, hatten die Häftlinge – so nach dem Zweiten Weltkrieg der Vorgesetzte des Lagerverwalters Hempen, der Metzer Gestapo-Chef Hans-Georg Schmidt, in seinem Bemühen, die unmenschliche Behandlung der Häftlinge als notwendig zu rechtfertigen – „Binden vor den Augen zu tragen, die lediglich einen Blick nach unten ermöglichten, damit sie nicht sahen, wer sonst noch inhaftiert war. Das war aus kriminalistischer Sicht erforderlich, weil nicht genügend Zellen vorhanden waren. Aus dem gleichen Grund bekam jeder Häftling eine Nummer, mit der er sich nur noch zu bezeichnen hatte.“
Entscheidend für die Behandlung der Häftlinge vor Ort war das Kommando des Lagerverwalters Georg Hempen. Nach übereinstimmenden Aussagen hielt er, an das Wachpersonal gerichtet, nicht nur häufig Ansprachen, in denen er ausführte, dass „in diesem Lager nur Staatsfeinde Nr. 1, Schädlinge, Saboteure, Amazonen und Flintenweiber“ untergebracht wären, bei denen „keine Gnade“ walten dürfe, sondern „rohes Zupacken am Platze“ sein müsse. Er war auch wegen seiner eigenen Quälereien und Grausamkeiten im Umgang mit den Häftlingen gefürchtet. Sie erfuhren von Hempen eine durchweg brutale Behandlung. Hempen schlug häufig selbst zu und züchtigte sie mit einem Ochsenziemer. Dies betraf Männer und Frauen gleichermaßen. Sechs der 36 umgekommenen Häftlinge soll er selbst getötet haben. Als das Lager im August 1944 aufgelöst wurde, gelang Hempen die Flucht.
Die Häftlinge wurden unter Hempens Leitung zu verschiedenen Lagerarbeiten herangezogen. Als die erste Gemeinschaftszelle zu einem Raum mit Einzelzellen umgebaut wurde, hatten die Häftlinge bei winterlicher Kälte mehr als 10.000 gefrorene Backsteine vom Lastwagen abzuladen und zu verbauen. In der Lagerwerkstatt wurden von 7 Uhr morgens bis 1 Uhr nachts Schlosser-, Elektriker-, Schreiner- und Reparaturarbeiten durchgeführt. Die Verpflegung war unzureichend und bestand zum großen Teil aus Kohlrübensuppe.
Vier Häftlinge konnten am 19. April 1944 aus dem Sonderlager fliehen. 36 Häftlinge kamen im Lager zu Tode.

## Die Schließung des SonderlagersFeste Goebenund die Strafverfolgung nach dem Krieg
Als die alliierten Streitkräfte näher an Metz heranrückten, wurde das Sonderlager am 17. August 1944 geräumt. Die Mehrheit der Inhaftierten, insgesamt 941 Gefangene, darunter 622 Mitglieder der Widerstandsgruppe Mario, 262 Kriegsdienstverweigerer und Deserteure der Wehrmacht sowie 57 Helfer von Kriegsgefangenen, wurden zunächst ins KZ Natzweiler-Struthof verbracht und von dort ab dem 4. September 1944 ins KZ Dachau deportiert. Ein kleiner Teil der Häftlinge verblieb in Metz und wurde dort in das Polizeihaftlager Wappingen verlegt. Angesichts der unmittelbar vor Metz stehenden alliierten Truppen wurde die Schließung des Lagers am 30. August 1944 von der NS-Gauleitung verfügt und das Lagerpersonal ergriff die Flucht.
Der Metzer Gestapo-Chef Hans-Georg Schmidt und Lagerverwalter Georg Hempen wurden vom Militärtribunal in Metz am 10. April 1951 in Abwesenheit zum Tode verurteilt. Das Militärgericht begründete das Urteil damit, Hempen habe sich sowohl persönlich des Mordes, der Mittäterschaft an Morden, der Misshandlungen und der Beteiligung an einer verbrecherischen Vereinigung schuldig gemacht.
Gegen Hempen, der bis 1954 untergetaucht war und von seiner Frau als vermisst gemeldet worden war, aber noch in den 1950er Jahren als Kriminalmeister in den Polizeidienst zurückkehrte, wurde 1962 von deutschen Strafverfolgungsbehörden ermittelt und im Juni 1963 erging Haftbefehl. Ihm wurde zur Last gelegt, sechs Häftlinge aus niederen Beweggründen getötet zu haben. In der Anklageschrift der Staatsanwaltschaft Oldenburg vom 17. Mai 1963 wurde ausgeführt:

„Der Kriminalmeister Georg Hempen […] wird angeklagt, in dem Fort Queuleu (Göben) bei Metz in der Zeit von Ende Oktober/Anfang November 1943 bis Mitte 1944 durch 6 selbständige Handlungen aus niederen Beweggründen grausam Menschen getötet zu haben. 1.) Ende Oktober/Anfang November 1943 befahl der Angeschuldigte zwei Häftlingen, die in ihren Betten miteinander geflüstert hatten […], so lange Kniebeugen zu machen, bis sie umfielen. Als nach etwa 100 Kniebeugen einer der Häftlinge zusammenbrach, befühlte ihn der Angeschuldigte und erklärte: ‚Du bist noch nicht verreckt, Du Hund, mach deine Strafe weiter.‘ Als sich der Häftling nicht mehr rührte, trat ihm der Angeschuldigte so lange mit den Füßen an den Kopf und die Brust und in den Leib, bis der Häftling noch einmal aufzuckte und dann starr liegen blieb. Hierauf sagte der Angeschuldigte zu den anwesenden SS-Posten: ‚Jetzt ist er verreckt. Bringt ihn weg.‘“

Die Anklageschrift führte noch fünf weitere, ähnliche Mordvorwürfe aus, die von Häftlingen bezeugt wurden.
Im Laufe der Verhandlung vor dem Oldenburger Landgericht wurde im Herbst 1963 das Urteil aus dem Metzer Prozess von 1951 bekannt. Die Verhandlung wurde zunächst ausgesetzt und schließlich 1964 eingestellt, da das Gericht zu der Auffassung gelangte, dass das deutsche Strafklagerecht durch das in Frankreich durchgeführte Strafverfahren obsolet geworden sei. Da die Staatsanwaltschaft Revision einlegte, wurde der Fall 1966 vom Bundesgerichtshof (BGH) verhandelt. Der entschied, dass die Bestimmungen des sogenannten Überleitungsvertrages, den Deutschland 1955 mit den westlichen Alliierten geschlossen hatte, auch in diesem Falle die deutsche Gerichtsbarkeit für bereits vor alliierten Gerichten verhandelte Anklagepunkte ausschließe. Allerdings, so der BGH, seien nicht alle Anklagepunkte aus dem Oldenburger Verfahren schon vom Militärgericht in Metz verhandelt worden. Diese, z. B. der Vorwurf des Mords an den Häftlingen Marcel G. und Henry W., mussten am Landgericht neu verhandelt werden. Das Gericht wertete jedoch die Zeugenaussagen als nicht beweiskräftig genug und Hempen wurde auch in diesem Verfahren 1969 freigesprochen. So hielt es das Gericht nicht für bewiesen, dass die Schläge des Angeschuldigten letztlich den Tod eines Häftlings bezweckt hätten. Damit war der Fall juristisch abgeschlossen und Hempen wurde strafrechtlich nicht mehr belangt.

## Französische Nachnutzung
Nachdem die Deutschen die Festung aufgegeben hatten, richteten die französischen Behörden hier zwischen Dezember 1944 und März 1946 ein Centre de Séjour Surveillé (CSS, Zentrum für überwachten Aufenthalt) ein. Ursprünglich sollten hier zunächst nur deutsche Zivilisten und ihre Familien interniert werden, doch die Funktion des Lagers wurde bald erweitert. Es wurde zu einem Haftort für Verwaltungsinternierte (Menschen, die ohne richterlichen Beschluss festgehalten wurden) und vor allem für Franzosen, die der Kollaboration, der Propaganda für die Deutschen, des Antipatriotismus oder der Denunziation beschuldigt wurden. Mit bis zu 4.400 Internierten war das CSS in Metz eines der größten Zentren dieser Art auf französischem Staatsgebiet.
Zwischen 1946 und 1947 existierte in der Festung außerdem ein Lager für deutsche Kriegsgefangene. Ähnlich dem Camp du Moulin in Sainte-Livrade-sur-Lot wurde dann zwischen 1948 und 1950 aus dem ehemaligen Internierungs- und Kriegsgefangenenlager Fort Goeben ein Rückführungslager für indochinesische Arbeiter.

## Gedenkstätte
Seit 1977 gibt es aufgrund der Vereinigung der Ehemaligen der in das Fort Queuleu Deportierten und deren Familien (Amicale des Anciens Déportés du Fort de Queuleu et leurs Familles) eine Gedenkstätte am Fort de Queuleu. Sie enthält eine Ausstellung im Untergeschoss der Kasematte A, „also in den authentischen Räumen, in denen die Verbrechen des SD und der Gestapo stattfanden“. Weiterführende Planungen konnten nicht realisiert werden. Im Gegenteil finden seit 2009 nur noch eingeschränkt Führungen statt, da in der Kasematte bestehende Baumängel besondere Vorsichtsmaßnahmen erfordern. 2012 wurde ein Großteil der von den ehemaligen Gefangenen und ihren Angehörigen aufgebauten Ausstellung durch Vandalismus zerstört. Seit Ende 2012 gibt es Pläne für eine Neugestaltung, die kooperativ zwischen der Präfektur Metz und der Landeszentrale für politische Bildung Rheinland-Pfalz sowie der Landesarbeitsgemeinschaft der Gedenkstätten- und Erinnerungsinitiativen zur NS-Zeit in Rheinland-Pfalz erfolgen soll.